# Logis de la Coulée de Serrant
Le logis de la Coulée de Serrant est une maison située à Savennières, en France.

## Localisation
La maison est située dans le département français de Maine-et-Loire, sur la commune de Savennières.

## Historique
L'édifice est inscrit au titre des monuments historiques en 1968.